# Patrick Berg
Patrick Berg (Bodø, 24 november 1997) is een Noors voetballer die doorgaans speelt als middenvelder. Sinds zijn debuut in 2014, onderbroken door een half jaar bij RC Lens in 2022, speelde hij meer dan 300 wedstrijden voor FK Bodø/Glimt, waarmee hij in 2017 promoveerde naar het hoogste niveau en vier keer Noors landskampioen werd. Berg debuteerde in 2021 in het Noors voetbalelftal.

## Clubcarrière

### FK Bodø/Glimt

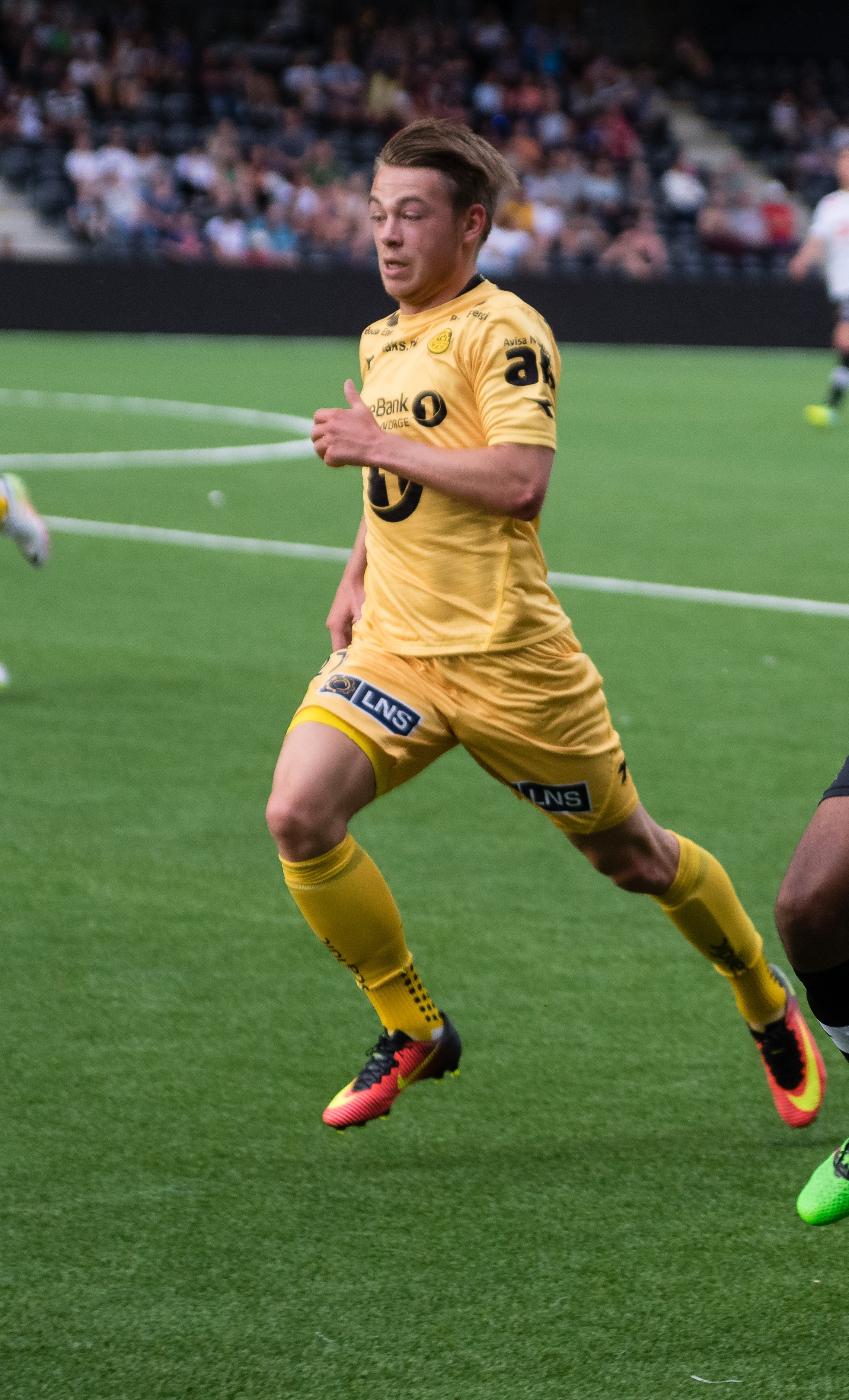
Berg namens FK Bodø/Glimt in juli 2016

Berg maakte op 24 april 2014 op 16-jarige leeftijd zijn debuut in het eerste elftal van FK Bodø/Glimt, de club van zijn geboortestad waar hij zijn hele jeugd gespeeld heeft, als invaller voor Morten Konradsen bij een 0–5 bekerzege op Tverlandet IL. Op 12 juli 2014 debuteerde hij in de Noorse competitie, wederom als invaller voor Konradsen. FK Bodø/Glimt ging die dag met 0–3 onderuit tegen Odds BK. Berg scoorde in een met 3–2 verloren competitieduel tegen Molde FK op 6 augustus 2016 voor het eerst in het profvoetbal. Vervolgens werd hij een vaste kracht bij FK Bodø/Glimt. De club degradeerde dat seizoen echter uit het hoogste niveau naar de 1. divisjon. Als kampioen van die competitie keerde FK Bodø/Glimt een jaar later terug naar de Eliteserien. Met de tweede plek in de competitie van 2019 plaatste de club zich voor het eerst in zestien jaar voor het Europees clubvoetbal.
Berg maakte zijn debuut in het internationale clubvoetbal bij een 6–1 overwinning tegen Kauno Žalgiris in de eerste kwalificatieronde van de UEFA Europa League op 27 augustus 2020. In de daaropvolgende ronde tegen FK Žalgiris maakte hij zijn eerste doelpunt in het Europees clubvoetbal, waarmee hij bijdroeg aan een 3–1 overwinning, voordat FK Bodø/Glimt in de derde kwalificatieronde werd uitgeschakeld door AC Milan. In de landelijke competitie droeg Berg regelmatig de aanvoerdersband, terwijl de club slechts één keer verloor en voor het eerst landskampioen werd. Berg maakte op 3 juli 2021 voor het eerst twee doelpunten in één wedstrijd, waarmee hij een punt redde in het thuisduel met Viking FK (2–2). Nog in dezelfde maand scoorde hij twee keer tegen Valur Reykjavík in de voorronden van de UEFA Europa Conference League. Berg werd in augustus 2021 in verband gebracht met een overstap naar sc Heerenveen, maar die kwam er niet. FK Bodø/Glimt wist in 2021 zijn landstitel te prolongeren en de knock-outfase van de UEFA Europa Conference League te bereiken. Op 13 december 2021 kreeg Berg van de Noorse voetbalbond de Kniksenprijs uitgereikt voor beste speler in de Noorse competitie. Bovendien kreeg zijn familie de ereprijs.

### RC Lens
Op 20 december 2021 werd bekend dat Berg op 1 januari 2022 de overstap zou maken naar RC Lens, waar hij een contract tot 2026 ondertekende. Met de transfer was zo'n € 4,5 miljoen gemoeid. Berg vertelde dat ook AFC Ajax en Celtic FC interesse hadden gehad. Op 4 januari 2022 maakte hij zijn debuut voor de club als vervanger van Kevin Danso in de bekerwedstrijd tegen Lille OSC. RC Lens won na een strafschoppenserie. Berg debuteerde vier dagen later in de Franse competitie. In de tweede helft kwam hij binnen de lijnen voor David Da Costa in een thuiswedstrijd tegen Stade Rennais (1–0). De club eindigde in het seizoen 2021/22 als zevende in de competitie. Berg kreeg van trainer Franck Haise zijn speeltijd bij de Franse club vooral via invalbeurten.

### Terugkeer bij FK Bodø/Glimt
Berg keerde op 29 augustus 2022 terug bij FK Bodø/Glimt door een vijfjarig contract te ondertekenen. Naar verluidt betaalde FK Bodø/Glimt de € 4,5 miljoen terug dat het acht maanden eerder had gekregen. Hij speelde op 3 september 2022 zijn eerste wedstrijd sinds zijn terugkomst; FK Bodø/Glimt leed een 1–4 competitienederlaag tegen Molde FK. Berg werd de verbinder tussen de verdediging en de aanval met veel loopvermogen. Op 16 oktober 2022 scoorde hij voor het eerst sinds zijn terugkeer, waarmee hij bijdroeg aan een 0–6 zege op bezoek bij Vålerenga IF. Nadat FK Bodø/Glimt de landstitel van 2022 moest laten aan Molde FK en in de tussenronde van de UEFA Europa Conference League werd uitgeschakeld door Lech Poznań, won het in 2023 zijn derde landstitel. Berg kreeg daarbij in iedere speelronde een basisplek en werd enkel bij een nederlaag tegen Viking FK van het veld gewisseld door trainer Kjetil Knutsen. Op 9 december 2023 droeg hij de aanvoerdersband in de bekerfinale, die met 0–1 werd verloren van Molde FK. FK Bodø/Glimt bereikte wederom de knock-outfase van de UEFA Europa Conference League.
In het competitieseizoen 2024 miste Berg enkel minuten in de thuiswedstrijd tegen Kristiansund BK, waarvoor hij geschorst was, en hielp hij FK Bodø/Glimt met negen doelpunten aan de tweede opeenvolgende landstitel. Op 17 april 2025 schoot hij zijn strafschop over het doel in de penaltyserie tegen SS Lazio in de kwartfinales van de UEFA Europa League. Desondanks werd FK Bodø/Glimt die dag de eerste Noorse club die ooit de halve finales in het Europees clubvoetbal bereikten, waarin het verloor van Tottenham Hotspur. Na afloop van het toernooi werd Berg net als teamgenoot Fredrik André Bjørkan door de UEFA opgenomen in het Team van het Seizoen in de UEFA Europa League.

## Clubstatistieken
| Seizoen | Club          | Competitie  | Competitie | Competitie | Beker | Beker | Continentaal | Continentaal | Totaal | Totaal |
| Seizoen | Club          | Competitie  | Wed.       | Dlp.       | Wed.  | Dlp.  | Wed.         | Dlp.         | Wed.   | Dlp.   |
| ------- | ------------- | ----------- | ---------- | ---------- | ----- | ----- | ------------ | ------------ | ------ | ------ |
| 2014    | FK Bodø/Glimt | Tippeligaen | 1          | 0          | 1     | 0     | —            | —            | 2      | 0      |
| 2015    | FK Bodø/Glimt | Tippeligaen | 4          | 0          | 1     | 0     | —            | —            | 5      | 0      |
| 2016    | FK Bodø/Glimt | Tippeligaen | 17         | 1          | 4     | 1     | —            | —            | 21     | 2      |
| 2017    | FK Bodø/Glimt | 1. divisjon | 17         | 0          | 2     | 0     | —            | —            | 19     | 0      |
| 2018    | FK Bodø/Glimt | Eliteserien | 19         | 0          | 5     | 2     | —            | —            | 24     | 2      |
| 2019    | FK Bodø/Glimt | Eliteserien | 24         | 0          | 1     | 0     | —            | —            | 25     | 0      |
| 2020    | FK Bodø/Glimt | Eliteserien | 28         | 4          | —     | —     | 3            | 1            | 31     | 5      |
| 2021    | FK Bodø/Glimt | Eliteserien | 26         | 3          | 2     | 1     | 13           | 4            | 41     | 8      |
| 2021/22 | RC Lens       | Ligue 1     | 14         | 0          | 2     | 0     | —            | —            | 16     | 0      |
| 2022/23 | RC Lens       | Ligue 1     | 3          | 0          | 0     | 0     | —            | —            | 3      | 0      |
| 2022    | FK Bodø/Glimt | Eliteserien | 10         | 1          | 0     | 0     | 5            | 0            | 15     | 1      |
| 2023    | FK Bodø/Glimt | Eliteserien | 30         | 3          | 9     | 2     | 14           | 3            | 53     | 8      |
| 2024    | FK Bodø/Glimt | Eliteserien | 29         | 9          | 2     | 0     | 14           | 1            | 45     | 10     |
| 2025    | FK Bodø/Glimt | Eliteserien | 12         | 1          | 2     | 1     | 9            | 1            | 23     | 3      |
| Totaal  | Totaal        | Totaal      | 234        | 22         | 31    | 7     | 58           | 10           | 323    | 39     |

Bijgewerkt t/m 22 juli 2025.

## Interlandcarrière
Berg speelde voor verschillende Noors nationale jeugdelftallen vanaf de onder 16. In september 2020 werd hij door bondscoach Lars Lagerbäck voor het eerst opgeroepen voor het Noors voetbalelftal, voor wedstrijden tegen Oostenrijk en Noord-Ierland in de UEFA Nations League. Zijn debuut volgde onder leiding van bondscoach Ståle Solbakken op 24 maart 2021, als invaller voor Martin Ødegaard bij een 0–3 zege op Gibraltar in de WK-kwalificatie.
| Interlands van Patrick Berg voor Noorwegen | Interlands van Patrick Berg voor Noorwegen | Interlands van Patrick Berg voor Noorwegen | Interlands van Patrick Berg voor Noorwegen | Interlands van Patrick Berg voor Noorwegen | Interlands van Patrick Berg voor Noorwegen |
| №                                          | Datum                                      | Wedstrijd                                  | Uitslag                                    | Competitie                                 | Goals                                      |
| 9                                          | Als speler bij FK Bodø/Glimt               | Als speler bij FK Bodø/Glimt               | Als speler bij FK Bodø/Glimt               | Als speler bij FK Bodø/Glimt               | 0                                          |
| ------------------------------------------ | ------------------------------------------ | ------------------------------------------ | ------------------------------------------ | ------------------------------------------ | ------------------------------------------ |
| 1                                          | 24 maart 2021                              | Gibraltar – Noorwegen                      | 0 – 3                                      | Kwalificatie WK 2022                       |                                            |
| 2                                          | 27 maart 2021                              | Noorwegen – Turkije                        | 0 – 3                                      | Kwalificatie WK 2022                       |                                            |
| 3                                          | 30 maart 2021                              | Montenegro – Noorwegen                     | 0 – 1                                      | Kwalificatie WK 2022                       |                                            |
| 4                                          | 6 juni 2021                                | Noorwegen – Griekenland                    | 1 – 2                                      | Vriendschappelijk                          |                                            |
| 5                                          | 1 september 2021                           | Noorwegen – Nederland                      | 1 – 1                                      | Kwalificatie WK 2022                       |                                            |
| 6                                          | 4 september 2021                           | Letland – Noorwegen                        | 0 – 2                                      | Kwalificatie WK 2022                       |                                            |
| 7                                          | 7 september 2021                           | Noorwegen – Gibraltar                      | 5 – 1                                      | Kwalificatie WK 2022                       |                                            |
| 8                                          | 8 oktober 2021                             | Turkije – Noorwegen                        | 1 – 1                                      | Kwalificatie WK 2022                       |                                            |
| 9                                          | 11 oktober 2021                            | Noorwegen – Montenegro                     | 2 – 0                                      | Kwalificatie WK 2022                       |                                            |
| 2                                          | Als speler van RC Lens                     | Als speler van RC Lens                     | Als speler van RC Lens                     | Als speler van RC Lens                     | 0                                          |
| 10                                         | 5 juni 2022                                | Zweden – Noorwegen                         | 1 – 2                                      | UEFA Nations League B 2022/23              |                                            |
| 11                                         | 12 juni 2022                               | Noorwegen – Zweden                         | 3 – 2                                      | UEFA Nations League B 2022/23              |                                            |
| 23                                         | Als speler van FK Bodø/Glimt               | Als speler van FK Bodø/Glimt               | Als speler van FK Bodø/Glimt               | Als speler van FK Bodø/Glimt               | 0                                          |
| 12                                         | 27 september 2022                          | Noorwegen – Servië                         | 0 – 2                                      | UEFA Nations League B 2022/23              |                                            |
| 13                                         | 17 november 2022                           | Ierland – Noorwegen                        | 1 – 2                                      | Vriendschappelijk                          |                                            |
| 14                                         | 20 november 2022                           | Noorwegen – Finland                        | 1 – 1                                      | Vriendschappelijk                          |                                            |
| 15                                         | 25 maart 2023                              | Spanje – Noorwegen                         | 3 – 0                                      | Kwalificatie EK 2024                       |                                            |
| 16                                         | 28 maart 2023                              | Georgië – Noorwegen                        | 1 – 1                                      | Kwalificatie EK 2024                       |                                            |
| 17                                         | 17 juni 2023                               | Noorwegen – Schotland                      | 1 – 2                                      | Kwalificatie EK 2024                       |                                            |
| 18                                         | 20 juni 2023                               | Noorwegen – Cyprus                         | 3 – 1                                      | Kwalificatie EK 2024                       |                                            |
| 19                                         | 12 september 2023                          | Noorwegen – Georgië                        | 2 – 1                                      | Kwalificatie EK 2024                       |                                            |
| 20                                         | 15 oktober 2023                            | Noorwegen – Spanje                         | 0 – 1                                      | Kwalificatie EK 2024                       |                                            |
| 21                                         | 16 november 2023                           | Noorwegen – Faeröer                        | 2 – 0                                      | Vriendschappelijk                          |                                            |
| 22                                         | 19 november 2023                           | Schotland – Noorwegen                      | 3 – 3                                      | Kwalificatie EK 2024                       |                                            |
| 23                                         | 22 maart 2024                              | Noorwegen – Tsjechië                       | 1 – 2                                      | Vriendschappelijk                          |                                            |
| 24                                         | 26 maart 2024                              | Noorwegen – Slowakije                      | 1 – 1                                      | Vriendschappelijk                          |                                            |
| 25                                         | 8 juni 2024                                | Denemarken – Noorwegen                     | 1 – 3                                      | Vriendschappelijk                          |                                            |
| 26                                         | 6 september 2024                           | Kazachstan – Noorwegen                     | 0 – 0                                      | UEFA Nations League B 202425               |                                            |
| 27                                         | 9 september 2024                           | Noorwegen – Oostenrijk                     | 2 – 1                                      | UEFA Nations League B 202425               |                                            |
| 28                                         | 10 oktober 2024                            | Noorwegen – Slovenië                       | 3 – 0                                      | UEFA Nations League B 202425               |                                            |
| 29                                         | 13 oktober 2024                            | Oostenrijk – Noorwegen                     | 5 – 1                                      | UEFA Nations League B 202425               |                                            |
| 30                                         | 17 november 2024                           | Noorwegen – Kazachstan                     | 5 – 0                                      | UEFA Nations League B 202425               |                                            |
| 31                                         | 22 maart 2025                              | Moldavië – Noorwegen                       | 0 – 5                                      | Kwalificatie WK 2026                       |                                            |
| 32                                         | 25 maart 2025                              | Israël – Noorwegen                         | 2 – 4                                      | Kwalificatie WK 2026                       |                                            |
| 33                                         | 6 juni 2025                                | Noorwegen – Italië                         | 3 – 0                                      | Kwalificatie WK 2026                       |                                            |
| 34                                         | 9 juni 2025                                | Estland – Noorwegen                        | 0 – 1                                      | Kwalificatie WK 2026                       |                                            |

Bijgewerkt t/m 22 juli 2025.

## Speelstijl
Berg speelde bij FK Bodø/Glimt als verbinder tussen de verdediging en de aanval, als middelste van drie middenvelders. Hij blijft dicht bij de centrale verdedigers, maar duikt soms ook hoog op het veld op. Hij heeft veel loopvermogen. Zijn voormalige teamgenoot Joshua Smits loofde ook zijn overzicht, passing en positionering.

## Erelijst
FK Bodø/Glimt
- Eliteserien: 2020, 2021, 2023, 2024
- 1. divisjon: 2017

Persoonlijk
- Kniksenprijs beste speler in Noorse competitie: 2021
- UEFA Europa League Team van het Seizoen: 2024/25
- Kniksenprijs ereprijs: 2021 (als familie)

## Persoonlijk
Berg is onderdeel van een bekende voetbalfamilie. Hij is de zoon van Ørjan Berg, de kleinzoon van Harald Berg en de neef van Runar Berg, die allen eveneens uitkwamen voor FK Bodø/Glimt en Noorwegen. Arild Berg, nog een oom, speelde ook voor FK Bodø/Glimt.